# Marais salants de la baie de San Francisco
Les marais salants de la baie de San Francisco, en anglais : San Francisco Bay Salt Ponds, sont une partie de la baie de San Francisco, d'environ 6 700 ha utilisée comme marais salant, depuis l'époque de la ruée vers l'or en Californie. La plupart de ces bassins étaient autrefois des zones humides des villes de Redwood City, Newark, Hayward et d'autres zones de la baie.
La production de sel remonte à l'époque où les Ohlones étaient les seuls habitants de la région. Après le grand afflux de personnes dans la région, dans les années 1850, la production industrielle commence. Au début, la production est principalement constituée de petites exploitations familiales, mais avec le temps, celles-ci sont remplacées par des entreprises comme l’Oliver Salt Company (en) à Mount Eden (en) et Leslie Salt (en) à Newark.
Finalement, l'entreprise Cargill rachète les entreprises pour devenir le producteur dominant dans la région. Depuis 2003, il est entrepris de fermer les étangs et de rendre à la zone son état naturel. Ce processus peut durer jusqu'à trente ans.

## Géographie et faune
Sur la côte ouest, la baie de San Francisco est l'une des deux zones présentant les conditions naturelles de soleil et de vent nécessaires pour que l'extraction du sel marin soit une opération commercialement viable.
Les marais sont connus pour leurs couleurs vives, allant du magenta au bleu-vert, qui sont particulièrement visibles depuis l'air. Les couleurs proviennent des crevettes et des micro-organismes qui se développent dans les différents niveaux de salinité des étangs. En particulier, le synéchocoque, les halobactéries et les  algues vertes du genre dunaliella qui affectent la couleur des étangs salés.

## Histoire

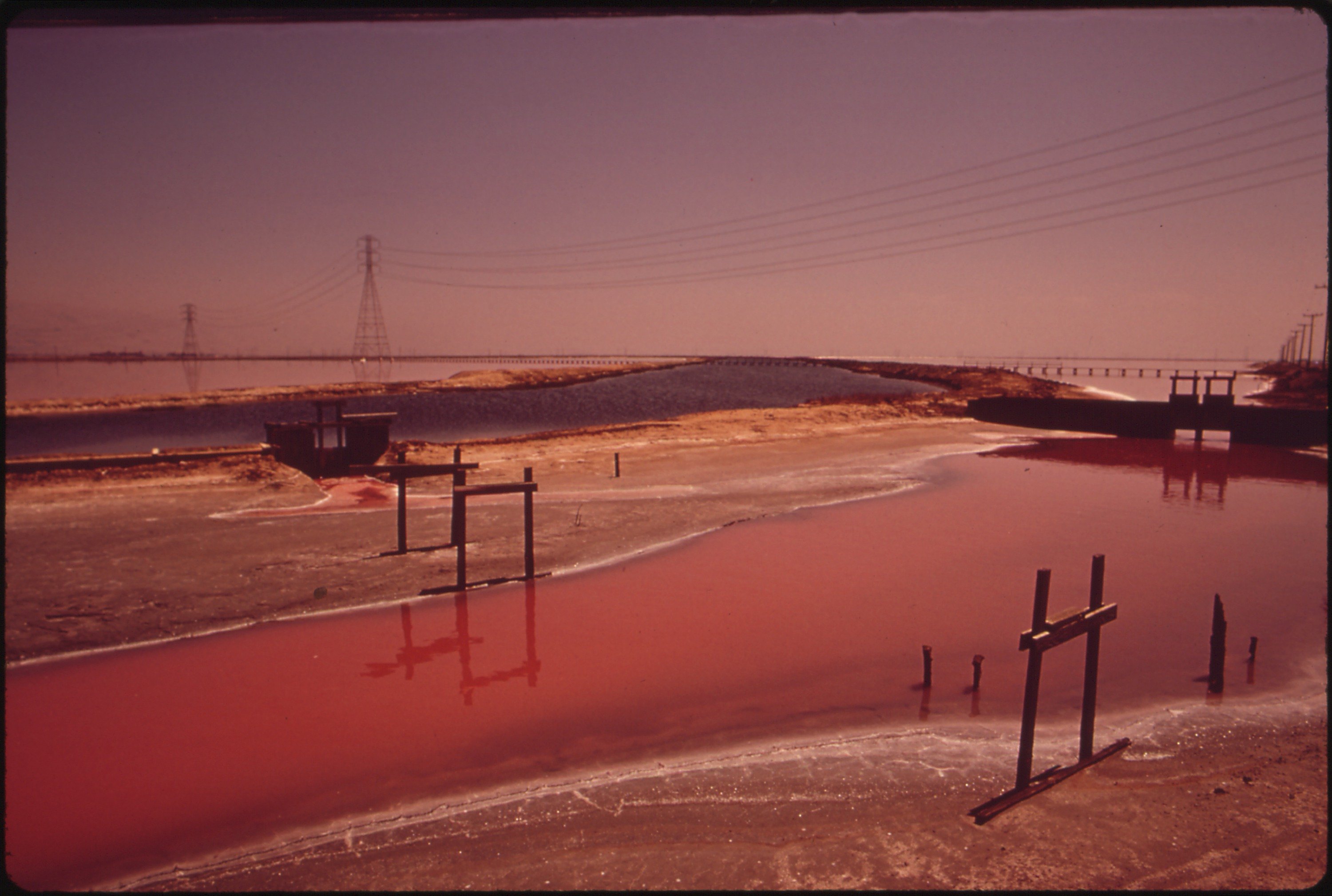
Marais salants Leslie.

À l'époque de la ruée vers l'or, le sel est un élément important de la conservation des aliments et est utilisé dans de nombreuses industries. Les conditions favorables et le besoin immédiat déclenchent l'explosion de la production de sel.
À l'époque, les marais étaient considérés comme des terres improductives qui pouvaient être aménagées pour une meilleure utilisation. Finalement, 80 % des marais d'origine ont été aménagés pour d'autres usages. Au fil du temps, de nombreux petits producteurs ont vendu leurs terres et leurs droits de production à l’Oliver Salt Company (en), qui allait finalement remplacer la Leslie Salt Company (en) à Newark. En 1972, Cargill achete Leslie pour devenir le principal propriétaire foncier et détenteur des droits de production de sel dans la région.
En 2003, Cargill vend la plus grande partie de ses étangs salés à la California Coastal Conservancy (en), à l'United States Fish and Wildlife Service et à des fondations privées, dans le but de restaurer les étangs en zones humides. Cet effort est appelé South Bay Salt Pond Restoration Project, en français : Projet de restauration des étangs salés de South Bay,.
Tous les étangs salés n'ont pas été restaurés. Cargill a proposé de transformer les étangs en logements à Redwood City.

### Source de la traduction
- (en) Cet article est partiellement ou en totalité issu de l’article de Wikipédia en anglais intitulé « San Francisco Bay Salt Ponds » (voir la liste des auteurs).